# U-20-Fußball-Weltmeisterschaft der Frauen 2012
Die U-20-Fußball-Weltmeisterschaft der Frauen 2012 (offiziell 2012 FIFA U-20 Women’s World Cup) war die sechste Ausspielung dieses Wettbewerbs für Fußballspielerinnen unter 20 Jahren (Stichtag: 1. Januar 1992) und fand vom 19. August bis 8. September 2012 in Japan statt. Japan war damit nach der Junioren-WM der Männer 1979 und der U-17-WM der Männer 1993 zum dritten Mal Gastgeber eines FIFA-Turniers im Juniorenbereich. Gespielt wurde in den Städten Hiroshima, Kōbe, Rifu, Saitama und Tokio. Am Turnier nahmen 16 Mannschaften teil, die zunächst im vier Gruppen- und danach im K.-o.-System gegeneinander antraten. Sieger wurde zum dritten Mal die Mannschaft der USA, die damit auch Rekordweltmeister dieser Altersklasse wurde, durch einen 1:0-Sieg im Finale gegen die deutsche Mannschaft, die bis dahin ohne Gegentor im Turnier geblieben war.

## Vergabe des Turniers
Ursprünglich sollte das Turnier bei der Sitzung des FIFA-Exekutivkomitees am 19. März 2010 vergeben werden. Um den möglichen Interessenten mehr Zeit für die Vorbereitung zu gewähren wurde die Entscheidung vertagt. Vietnam erhielt daraufhin den Zuschlag, verzichtete aber später auf die Ausrichtung. Grund hierfür war, dass der vietnamesische Verband zu wenig Unterstützung von Seiten der Regierung erhielt. Am 3. März 2011 vergab die FIFA das Turnier an Usbekistan. Am 18. Dezember 2011 entzog die FIFA Usbekistan „wegen einer Reihe von logistischen und technischen Problemen“ das Gastgeberrecht. Als neues Gastgeberland wurde Japan vorgeschlagen, was am 8. Februar 2012 bestätigt wurde.

## Spielorte
| Rifu |

| Saitama |

| Tokio |

| Kōbe |

| Hiroshima |

| Rifu |

| Saitama |

| Tokio |

| Kōbe |

| Hiroshima |

## Qualifikation
Die vier europäischen Vertreter qualifizierten sich bei der U-19-Europameisterschaft 2011 in Italien. Jeweils die beiden besten Mannschaften der beiden Vorrundengruppen qualifizierten sich für die Weltmeisterschaft. Neben Europameister Deutschland qualifizierten sich Italien, Norwegen und die Schweiz.
Asiens Teilnehmer wurden bei der U-19-Asienmeisterschaft 2011 in Vietnam ermittelt. Das Turnier wurde in der Zeit vom 6. bis 16. Oktober 2011 im Turniermodus in Form eines Rundenturniers ausgetragen. Bereits vor dem letzten Gruppenspieltag standen mit Japan, Nordkorea und China die drei Endrundenteilnehmer des asiatischen Fußballverbandes fest. Da Japan als Gastgeber qualifiziert ist, konnten sich auch die Südkoreanerinnen qualifizieren.
Brasilien als Sieger und Argentinien als Zweiter qualifizierten sich bei der U-20-Südamerikameisterschaft.
Die nord- und mittelamerikanischen Vertreter wurden bei der CONCACAF U-20-Meisterschaft der Frauen ermittelt, die vom 1. bis 11. März 2012 stattfand. Neben Turniersieger USA konnte sich auch der Finalist aus Kanada qualifizieren. Den dritten Qualifikationsplatz sicherte sich Mexiko im Spiel um Platz 3 gegen Gastgeber Panama.
Die afrikanischen Vertreter wurden im Mai 2012 bei der U-20-Fußball-Afrikameisterschaft der Frauen ermittelt. Ghana und Vizeweltmeister Nigeria konnten sich qualifizieren.
Der ozeanische Vertreter Neuseeland wurde  bei der U-20-Fußball-Ozeanienmeisterschaft der Frauen vom 10. bis 14. April 2012 ermittelt.

### Teilnehmer
| 4 aus Europa                        | Deutschland | Italien     | Norwegen | Schweiz  |
| 4 aus Asien                         | Japan       | Nordkorea   | China    | Südkorea |
| 3 aus Nord-, Mittelamerika, Karibik | USA         | Kanada      | Mexiko   |          |
| 2 aus Afrika                        | Ghana       | Nigeria     |          |          |
| 2 aus Südamerika                    | Brasilien   | Argentinien |          |          |
| 1 aus Ozeanien                      | Neuseeland  |             |          |          |

## Vorrunde
Die Gruppenauslosung fand  am 4. Juni in Tokio statt.
Alle Zeitangaben in Mitteleuropäischen Sommerzeit (UTC+2), die sieben Stunden hinter der Zeit an den Spielorten liegt.

### Gruppe A
| Pl. | Land       | Sp. | S | U | N | Tore    | Diff. | Punkte |
| --- | ---------- | --- | - | - | - | ------- | ----- | ------ |
| 1.  | Japan      | 3   | 2 | 1 | 0 | 010:300 | +7    | 07     |
| 2.  | Mexiko     | 3   | 2 | 0 | 1 | 007:400 | +3    | 06     |
| 3.  | Neuseeland | 3   | 1 | 1 | 1 | 004:700 | −3    | 04     |
| 4.  | Schweiz    | 3   | 0 | 0 | 3 | 001:800 | −7    | 0      |

|                                                  |   |            |           |
| Sonntag, 19. August 2012 um 12:20 Uhr in Miyagi  |   |            |           |
| Japan                                            | – | Mexiko     | 4:1 (1:0) |
| Sonntag, 19. August 2012 um 9:20 Uhr in Miyagi   |   |            |           |
| Neuseeland                                       | – | Schweiz    | 2:1 (1:0) |
| Mittwoch, 22. August 2012 um 9:20 Uhr in Miyagi  |   |            |           |
| Mexiko                                           | – | Schweiz    | 2:0 (0:0) |
| Mittwoch, 22. August 2012 um 12:20 Uhr in Miyagi |   |            |           |
| Japan                                            | – | Neuseeland | 2:2 (1:2) |
| Sonntag, 26. August 2012 um 12:20 Uhr in Kōbe    |   |            |           |
| Mexiko                                           | – | Neuseeland | 4:0 (0:0) |
| Sonntag, 26. August 2012 um 12:20 Uhr in Tokio   |   |            |           |
| Schweiz                                          | – | Japan      | 0:4 (0:1) |

### Gruppe B
| Pl. | Land      | Sp. | S | U | N | Tore    | Diff. | Punkte |
| --- | --------- | --- | - | - | - | ------- | ----- | ------ |
| 1.  | Nigeria   | 3   | 2 | 1 | 0 | 007:100 | +6    | 07     |
| 2.  | Südkorea  | 3   | 2 | 0 | 1 | 004:200 | +2    | 06     |
| 3.  | Brasilien | 3   | 0 | 2 | 1 | 002:400 | −2    | 02     |
| 4.  | Italien   | 3   | 0 | 1 | 2 | 001:700 | −6    | 01     |

|                                                   |   |           |           |
| Sonntag, 19. August 2012 um 8:00 Uhr in Saitama   |   |           |           |
| Brasilien                                         | – | Italien   | 1:1 (0:1) |
| Sonntag, 19. August 2012 um 11:00 Uhr in Saitama  |   |           |           |
| Nigeria                                           | – | Südkorea  | 2:0 (1:0) |
| Mittwoch, 22. August 2012 um 8:00 Uhr in Saitama  |   |           |           |
| Brasilien                                         | – | Nigeria   | 1:1 (0:1) |
| Mittwoch, 22. August 2012 um 11:00 Uhr in Saitama |   |           |           |
| Italien                                           | – | Südkorea  | 0:2 (0:0) |
| Sonntag, 26. August 2012 um 9:20 Uhr in Kōbe      |   |           |           |
| Italien                                           | – | Nigeria   | 0:4 (0:2) |
| Sonntag, 26. August 2012 um 9:20 Uhr in Tokio     |   |           |           |
| Südkorea                                          | – | Brasilien | 2:0 (0:0) |

### Gruppe C
| Pl. | Land        | Sp. | S | U | N | Tore    | Diff. | Punkte |
| --- | ----------- | --- | - | - | - | ------- | ----- | ------ |
| 1.  | Nordkorea   | 3   | 3 | 0 | 0 | 015:300 | +12   | 09     |
| 2.  | Norwegen    | 3   | 2 | 0 | 1 | 008:600 | +2    | 06     |
| 3.  | Kanada      | 3   | 1 | 0 | 2 | 008:400 | +4    | 03     |
| 4.  | Argentinien | 3   | 0 | 0 | 3 | 001:190 | −18   | 0      |

|                                                  |   |             |           |
| Montag, 20. August 2012 um 9:00 Uhr in Kōbe      |   |             |           |
| Nordkorea                                        | – | Norwegen    | 4:2 (2:1) |
| Montag, 20. August 2012 um 12:00 Uhr in Kōbe     |   |             |           |
| Argentinien                                      | – | Kanada      | 0:6 (0:5) |
| Donnerstag, 23. August 2012 um 9:00 Uhr in Kōbe  |   |             |           |
| Nordkorea                                        | – | Argentinien | 9:0 (7:0) |
| Donnerstag, 23. August 2012 um 12:00 Uhr in Kōbe |   |             |           |
| Norwegen                                         | – | Kanada      | 2:1 (0:1) |
| Montag, 27. August 2012 um 12:00 Uhr in Miyagi   |   |             |           |
| Norwegen                                         | – | Argentinien | 4:1 (1:0) |
| Montag, 27. August 2012 um 12:00 Uhr in Saitama  |   |             |           |
| Kanada                                           | – | Nordkorea   | 1:2 (1:1) |

### Gruppe D
| Pl. | Land        | Sp. | S | U | N | Tore    | Diff. | Punkte |
| --- | ----------- | --- | - | - | - | ------- | ----- | ------ |
| 1.  | Deutschland | 3   | 3 | 0 | 0 | 008:000 | +8    | 09     |
| 2.  | USA         | 3   | 1 | 1 | 1 | 005:400 | +1    | 04     |
| 3.  | China       | 3   | 1 | 1 | 1 | 002:500 | −3    | 04     |
| 4.  | Ghana       | 3   | 0 | 0 | 3 | 000:600 | −6    | 0      |

|                                                       |   |             |           |
| Montag, 20. August 2012 um 9:00 Uhr in Hiroshima      |   |             |           |
| Ghana                                                 | – | USA         | 0:4 (0:1) |
| Montag, 20. August 2012 um 12:00 Uhr in Hiroshima     |   |             |           |
| Deutschland                                           | – | China       | 4:0 (2:0) |
| Donnerstag, 23. August 2012 um 9:00 Uhr in Hiroshima  |   |             |           |
| Ghana                                                 | – | Deutschland | 0:1 (0:0) |
| Donnerstag, 23. August 2012 um 12:00 Uhr in Hiroshima |   |             |           |
| USA                                                   | – | China       | 1:1 (1:1) |
| Montag, 27. August 2012 um 9:00 Uhr in Miyagi         |   |             |           |
| USA                                                   | – | Deutschland | 0:3 (0:1) |
| Montag, 27. August 2012 um 9:00 Uhr in Saitama        |   |             |           |
| China                                                 | – | Ghana       | 1:0 (1:0) |

## Finalrunde

### Viertelfinale

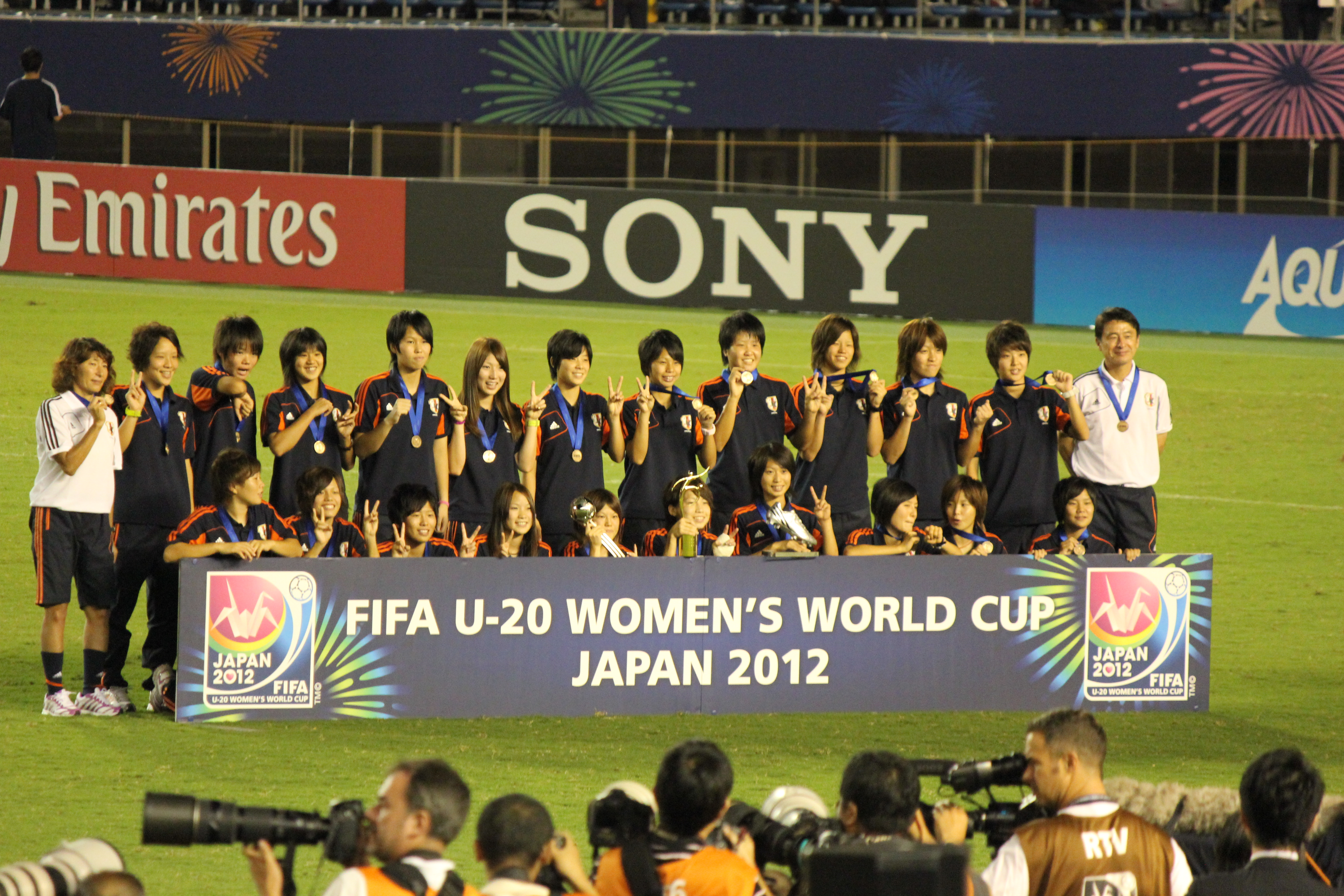
WM-Dritter Japan

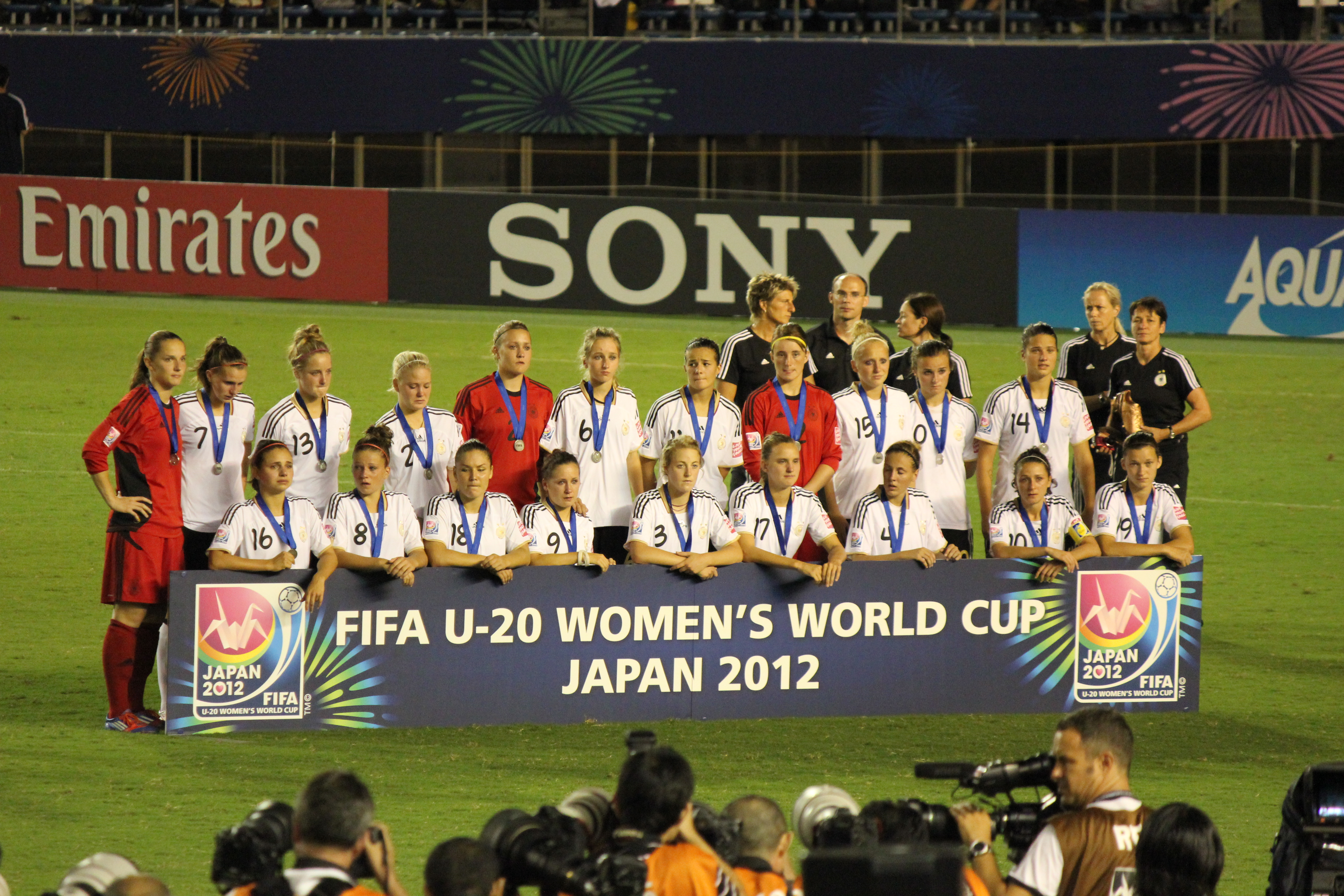
„Vizeweltmeister“ Deutschland

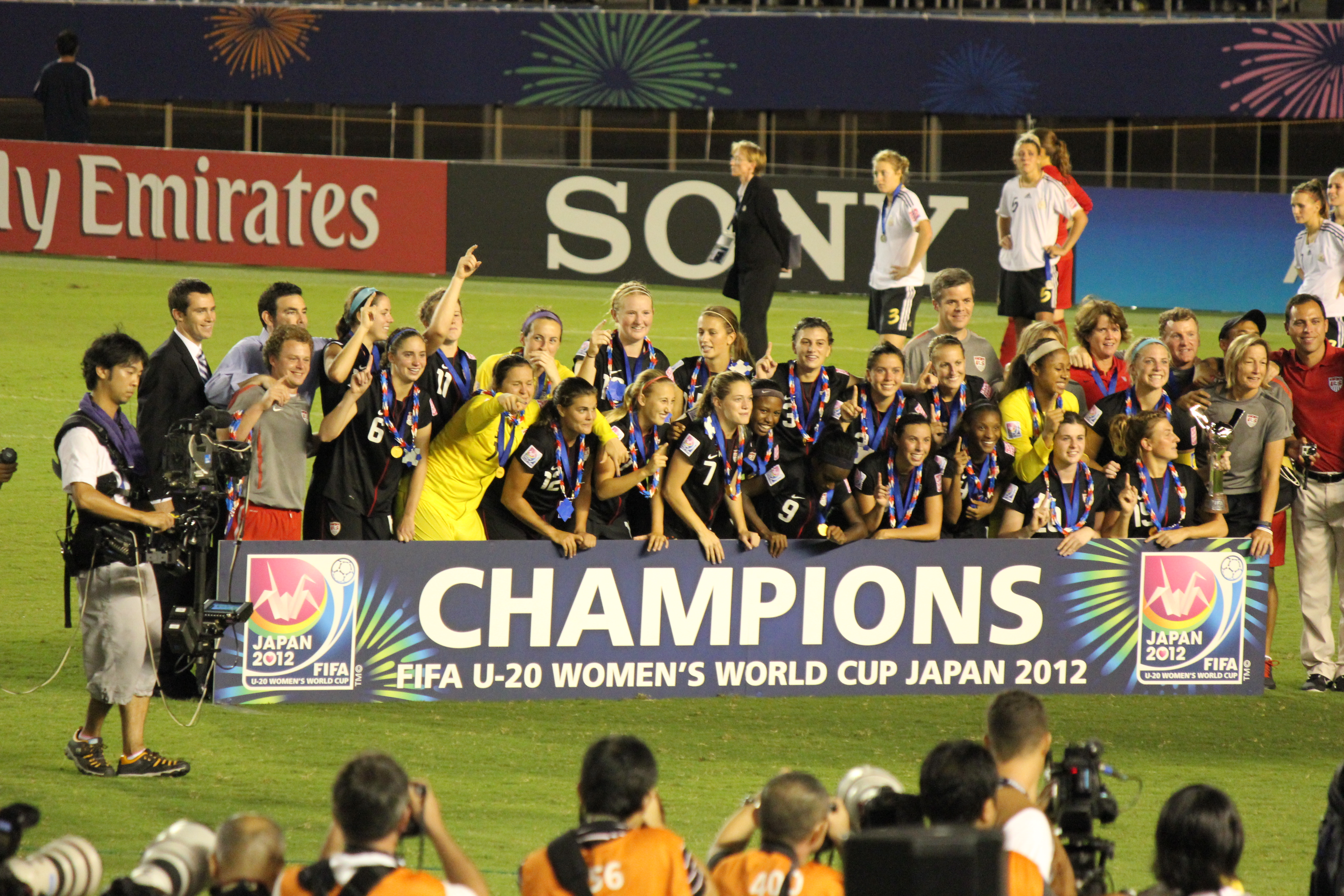
Weltmeister USA

|                                                   |   |          |                      |
| Donnerstag, 30. August 2012 um 9:00 Uhr in Tokio  |   |          |                      |
| Nigeria                                           | – | Mexiko   | 1:0 n. V.            |
| Donnerstag, 30. August 2012 um 12:30 Uhr in Tokio |   |          |                      |
| Japan                                             | – | Südkorea | 3:1 (3:1)            |
| Freitag, 31. August 2012 um 9:00 Uhr in Saitama   |   |          |                      |
| Deutschland                                       | – | Norwegen | 4:0 (3:0)            |
| Freitag, 31. August 2012 um 12:30 Uhr in Saitama  |   |          |                      |
| Nordkorea                                         | – | USA      | 1:2 n. V. (1:1, 0:0) |

### Halbfinale
|                                                   |   |             |           |
| Dienstag, 4. September 2012 um 9:00 Uhr in Tokio  |   |             |           |
| Nigeria                                           | – | USA         | 0:2 (0:1) |
| Dienstag, 4. September 2012 um 12:30 Uhr in Tokio |   |             |           |
| Japan                                             | – | Deutschland | 0:3 (0:3) |

### Spiel um Platz 3
|                                                 |   |       |           |
| Samstag, 8. September 2012 um 8:30 Uhr in Tokio |   |       |           |
| Nigeria                                         | – | Japan | 1:2 (0:1) |

### Finale
|                                                  |   |             |           |
| Samstag, 8. September 2012 um 12:20 Uhr in Tokio |   |             |           |
| USA                                              | – | Deutschland | 1:0 (1:0) |

## Beste Torschützinnen
| Rang | Spielerin         | Tore |
| ---- | ----------------- | ---- |
| 1    | Kim Un Hwa        | 7    |
| 2    | Lena Lotzen       | 6    |
|      | Yōko Tanaka       | 6    |
| 4    | Kim Su Gyong      | 5    |
| 5    | Maya Hayes        | 4    |
|      | Francisca Ordega  | 4    |
|      | Jeoun Eunha       | 4    |
|      | Yun Hyon-hi       | 4    |
| 9    | Melanie Leupolz   | 3    |
|      | Adriana Leon      | 3    |
|      | Sofia Huerta      | 3    |
|      | Hanae Shibata     | 3    |
|      | Desire Oparanozie | 3    |

Hinzu kommen 8 Spielerinnen mit je zwei Toren, darunter die Deutschen Anja Maike Hegenauer, Lina Magull und Dzsenifer Marozsán, 29 Spielerinnen mit je einem Tor, darunter die Schweizerin Eseosa Aigbogun sowie 3 Eigentore.

## Auszeichnungen

### Goldener Ball
Dzsenifer Marozsán wurde als beste Spielerin des Turniers mit dem Goldenen Ball geehrt, der Silberne Ball ging an die Japanerin Hanae Shibata und den Bronzenen Ball erhielt die Spielerin des US-Teams Julie Johnston.

### Goldener Schuh
Mit dem Goldenen Schuh als Torschützenkönigin des Turniers wurde die Nordkoreanerin Kim Un-hwa ausgezeichnet. Kim erzielte während des Turniers sieben Tore, davon fünf beim 9:0 gegen Argentinien. Platz zwei ging an die Japanerin Yōko Tanaka vor der Deutschen Lena Lotzen, die beide sechs Tore erzielten, sich aber durch die Anzahl der Vorlagen unterschieden.

### Goldener Handschuh
Der zum dritten Mal vergebene Goldene Handschuh für die beste Torfrau ging an die Deutsche Laura Benkarth, die nur im Finale gegen die USA ein Tor hinnehmen musste. Ein Silberner bzw. Bronzener Handschuh wurde nicht vergeben.

### Fairplay-Auszeichnung
Als fairste Mannschaft wurde das Team aus Japan geehrt.

## Schiedsrichterinnen
Die FIFA nominierte 14 Schiedsrichterinnen und 28 Assistentinnen für die 32 Spiele des Turniers. Gastgeber Japan und die Volksrepublik China stellen mit zwei Schiedsrichterinnen und zwei Assistentinnen bzw. einer Schiedsrichterin und drei Assistentinnen das größte Kontingent. Das offizielle Eröffnungsspiel zwischen Japan und Mexiko leitete Christine Baitinger. Das Finale leitete Pernilla Larsson.
| Kontinentalverband | Schiedsrichterinnen                                                                         | Schiedsrichterassistentinnen |
| ------------------ | ------------------------------------------------------------------------------------------- | --- |
| AFC                | - Qin Liang - Nami Sato - Fusako Kajiyama - Abirami Apbai Naidu                             | - Cui Yongmei - Fang Yan - Emi Chiba - Saori Takahashi - Rohaidah Mohamed Nasir - Lee Seul-gi - Praphaiphit Tarik - Thi Thuy Kieu                                                             |
| CAF                | - Fadouma Dia                                                                               | - Souad Oulhaj - Mana Ayawa Dzodope |
| CONCACAF           | - Dianne Ferreira-James - Lucila Venegas - Margaret Domka                                   | - Kimberly Moreira - Emperatriz Ayala - Patricia Pacheco - Flor Escobar - Enedina Caudillo - Lixy Enríquez                                                                                    |
| CONMEBOL           | - Ana Marques                                                                               | - Mariana de Almeida - Yoly García |
| UEFA               | - Christine Baitinger - Silvia Spinelli - Teodora Albon - Pernilla Larsson - Esther Staubli | - Ella de Vries - Natalie Aspinall - Sian Massey-Ellis - Manuela Nicolosi - Karine Vives Solana - Sanja Rođak-Karšić - Petruța Iugulescu - Eveline Bolli - Mária Súkeníková - Angela Kyriakou |

## Kader
Aus dem deutschsprachigen Raum konnten sich Deutschland und die Schweiz für die Weltmeisterschaft qualifizieren.

### Deutschland
Die deutsche Bundestrainerin Maren Meinert nominierte folgenden 21-köpfigen Kader:
| Nr. | Spielerin            | Geburtsdatum | Position   | Verein                 |
| --- | -------------------- | ------------ | ---------- | ---------------------- |
| 01  | Laura Benkarth       | 14.10.1992   | Tor        | SC Freiburg            |
| 02  | Leonie Maier         | 29.09.1992   | Abwehr     | SC 07 Bad Neuenahr     |
| 03  | Carolin Simon        | 24.11.1992   | Abwehr     | VfL Wolfsburg          |
| 04  | Jennifer Cramer      | 24.02.1993   | Abwehr     | 1. FFC Turbine Potsdam |
| 05  | Luisa Wensing        | 08.02.1993   | Abwehr     | VfL Wolfsburg          |
| 06  | Kathrin Hendrich     | 06.04.1992   | Mittelfeld | Bayer 04 Leverkusen    |
| 07  | Annabel Jäger        | 06.01.1994   | Mittelfeld | VfL Wolfsburg          |
| 08  | Melanie Leupolz      | 14.04.1994   | Mittelfeld | SC Freiburg            |
| 09  | Nicole Rolser        | 07.02.1992   | Sturm      | SC 07 Bad Neuenahr     |
| 10  | Ramona Petzelberger  | 13.11.1992   | Sturm      | Bayer 04 Leverkusen    |
| 11  | Lena Lotzen          | 11.09.1993   | Sturm      | FC Bayern München      |
| 12  | Meike Kämper         | 23.04.1994   | Tor        | FCR 2001 Duisburg      |
| 13  | Sophie Howard        | 17.09.1993   | Abwehr     | UCF Knights            |
| 14  | Dzsenifer Marozsán   | 18.04.1992   | Sturm      | 1. FFC Frankfurt       |
| 15  | Karoline Heinze      | 15.10.1993   | Mittelfeld | FF USV Jena            |
| 16  | Anja Maike Hegenauer | 09.12.1992   | Mittelfeld | SC Freiburg            |
| 17  | Katharina Leiding    | 17.03.1994   | Abwehr     | SGS Essen              |
| 18  | Silvana Chojnowski   | 17.04.1994   | Mittelfeld | 1. FFC Frankfurt       |
| 19  | Marie Pyko           | 08.08.1993   | Mittelfeld | SC 07 Bad Neuenahr     |
| 20  | Lina Magull          | 15.08.1994   | Mittelfeld | VfL Wolfsburg          |
| 21  | Anke Preuß           | 22.09.1992   | Tor        | TSG 1899 Hoffenheim    |

Clara Schöne und Lisa Schmitz, die zunächst zum Kader für das Turnier gehörten, mussten verletzungsbedingt absagen. Für sie wurden Katharina Leiding und Meike Kämper nachnominiert.

### Schweiz
Yannick Schwery, der Schweizer Trainer, nominierte folgenden Kader für die Weltmeisterschaft:
| Nr. | Spielerin          | Geburtsdatum | Position   | Verein                  |
| --- | ------------------ | ------------ | ---------- | ----------------------- |
| 01  | Pascale Küffer     | 13.11.1992   | Tor        | VfL Sindelfingen        |
| 02  | Audrey Wuichet     | 29.06.1995   | Mittelfeld | FC Yverdon Féminin      |
| 03  | Carolyn Mallaun    | 30.03.1992   | Abwehr     | FC Yverdon Féminin      |
| 04  | Carina Gerber      | 08.05.1993   | Abwehr     | BSC Young Boys          |
| 05  | Anja Thürig        | 03.05.1995   | Mittelfeld | Grasshopper Club Zürich |
| 06  | Lia Wälti          | 19.04.1993   | Mittelfeld | BSC Young Boys          |
| 07  | Cinzia Jörg        | 23.05.1992   | Mittelfeld | FC St. Gallen           |
| 08  | Egzona Seljimi     | 13.09.1993   | Mittelfeld | FC Zürich Frauen        |
| 09  | Eseosa Aigbogun    | 23.05.1993   | Sturm      | FC Basel                |
| 10  | Mirnije Selimi     | 22.10.1996   | Mittelfeld | Grasshopper Club Zürich |
| 11  | Cora Canetta       | 06.01.1992   | Sturm      | FCF Rapid Lugano        |
| 12  | Nadine Böni        | 03.05.1994   | Tor        | SC Kriens               |
| 13  | Sabrina Ribeaud    | 07.05.1995   | Sturm      | FC Basel                |
| 14  | Nadine Fässler     | 07.08.1993   | Mittelfeld | FC St. Gallen           |
| 15  | Sarina Schenkel    | 05.08.1993   | Abwehr     | BSC Young Boys          |
| 16  | Carmen Pulver      | 18.09.1995   | Mittelfeld | Grasshopper Club Zürich |
| 17  | Fabienne Rochaix   | 30.09.1994   | Abwehr     | Grasshopper Club Zürich |
| 18  | Natasha Genstetter | 04.12.1993   | Mittelfeld | Grasshopper Club Zürich |
| 19  | Karin Bernet       | 30.11.1994   | Mittelfeld | FC Zürich Frauen        |
| 20  | Noëlle Maritz      | 23.12.1995   | Abwehr     | FC Zürich Frauen        |
| 21  | Sina Autino        | 25.05.1992   | Tor        | FC Basel                |

## TV-Übertragung
29 der 32 Partien wurden von Eurosport (18 Spiele) und Eurosport 2 (11 Spiele) live übertragen, darunter alle Spiele mit deutscher Beteiligung sowie sämtliche Partien ab dem Viertelfinale.

## Trivia
- Mit dem Sieg im Viertelfinale gegen Norwegen konnte die deutsche Mannschaft als erste Mannschaft wettbewerbsübergreifend 11 Spiele in Folge gewinnen bzw. nicht verlieren (beide Rekorde hielten zuvor die USA mit 10 Spielen zwischen 2002 und 2004), sowie als erste Mannschaft wettbewerbsübergreifend fünf Spiele in Folge ohne Gegentor beenden.[18] Im Halbfinale wurden die Rekorde auf 12 bzw. sechs Spiele ausgedehnt und damit gleichzeitig der bisherige Rekord der chinesischen U-20-Mannschaft, die 2006 508 Minuten ohne Gegentor war, auf 566 Minuten gesteigert. Im Finale endete die Serie nach insgesamt 610 Minuten.
- Im Halbfinale erzielte Melanie Leupolz nach 58 Sekunden das schnellste Tor des Turnieres, das gleichzeitig das zweitschnellste Tor der U-20-Weltmeisterschaften ist. Nur die Kanadierin Loredana Riverso war 2008 mit 40 Sekunden im Spiel gegen die Demokratische Republik Kongo schneller.[19][20]
- Das 9:0 Nordkoreas gegen Argentinien in der Vorrunde ist der bisher höchste Sieg bei U-20-Weltmeisterschaften der Frauen. Die bisherige Rekordmarke hielt seit 2006 Deutschland mit einem 9:1-Erfolg gegen Mexiko.
- Die Schweiz ist mit neun Niederlagen in Folge nun alleiniger Negativrekordhalter.
- Maren Meinert wurde mit 22 Spielen alleinige Rekordtrainerin der U-20-Weltmeisterschaften, zuvor hielt sie den Rekord von 16 Spielen zusammen mit Ian Bridge (Kanada) und Choe Kwang-sok (Nordkorea). Bei den beiden folgenden WM-Turnieren steigerte sie den Rekord auf zunächst 28 und dann 32 Spiele.
- Erstmals bei einem FIFA-Turnier trafen Deutschland und die USA in einem Finale aufeinander. Mit dem Sieg gegen Deutschland wurden die USA alleiniger U-20-Rekordweltmeister der Frauen. Deutschland konnte aber zwei Jahre später gleichziehen.
- Dzsenifer Marozsán ist die erste Spielerin, die in zwei U-20-Endspielen zum Einsatz kam.